# K-9 (personaje de Doctor Who)
K-9 es el nombre de varios perros robóticos de ficción (el nombre es un juego de palabras con su pronunciación inglesa, que suena igual que "canine", "canino") en la longeva serie británica de ciencia ficción Doctor Who, que apareció por primera vez en 1977. K-9 también ha sido un personaje principal de tres spin-offs de televisión: el piloto K-9 and Company (1981), The Sarah Jane Adventures (2007-2011) y K-9 (2009-2010). Aunque inicialmente no iba a ser un personaje regular en la serie, se conservó a K-9 tras su primera aparición porque se esperaba su popularidad entre la audiencia más joven. Dentro de la continuidad oficial ha habido al menos cuatro unidades K-9 diferentes en la serie, las dos primeras con el Cuarto Doctor. El actor de voz John Leeson dio voz al personaje en la mayoría de sus apariciones, excepto durante la temporada 17 de Doctor Who (1979-1980), en la que la voz fue obra de David Brierley. El personaje fue creado por Bob Baker y Dave Martin, a quienes sigue perteneciendo los derechos del personaje. Así, la serie spin-off de Baker K-9, que no está producida por la BBC, no puede referenciar directamente eventos o personajes de Doctor Who, a pesar de sus intentos de ser parte de esa continuidad.
En la narrativa de la serie, K-9 es un perro robótico adquirido por el Doctor en el serial de 1977 The Invisible Enemy. Las dos primeras encarnaciones del personaje viajaron junto con el Cuarto Doctor (interpretado por Tom Baker) hasta 1981. En esas historias, K-9 mostró su utilidad por la poderosa arma láser contenida en su nariz, su conocimiento enciclopédico y su vasta inteligencia informática. Para 1981, cada uno de los dos modelos de K-9 que viajaron con el Doctor se quedaron con una de las dos acompañantes de este. El personaje entonces pasó al terreno de los spin-offs. Los productores esperaron que la popularidad de K-9 entre los niños podría lanzar la serie K-9 and Company, protagonizada por la actriz Elisabeth Sladen en el papel de la acompañante Sarah Jane Smith junto con un nuevo K-98. En 2006, K-9 reapareció en la serie Doctor Who. Aunque las apariciones del personaje en el spin-off de 2007 The Sarah Jane Adventures se vieron obstaculizadas por el desarrollo del spin-off K-9, el personaje comenzó a aparecer regularmente en K-9 y Sarah Jane, contando las aventuras del K-9 original modelo I y el modelo IV respectivamente.

## Apariciones
K-9, retroactivamente "K-9 Modelo I", apareció inicialmente en The Invisible Enemy (1977) como la creación del profesor Marius (Frederick Jaeger) en el año 5000. Después, K-9 comenzó a viajar con el Cuarto Doctor (Tom Baker) y Leela (Louise Jameson) como acompañante en sus aventuras por el espacio y el tiempo, hasta The Invasion of Time (1978). En este serial, K-9 decide quedarse en el planeta natal del Doctor, Gallifrey, junto con Leela. Inmediatamente después, Doctor Who introduciría una segunda encarnación de K-9, con la misma forma; la última escena de The Invasion of Time muestra al Doctor desempaquetando una caja con la etiqueta "K-9 Modelo II". Aunque la primera encarnación de K-9 no vuelve a aparecer en Doctor Who, él es la estrella de la serie de 2009 K-9, en la que sufre un proceso de "regeneración" del cual surge un nuevo K-9 más sofisticado y futurista. En la primera temporada de K-9, el personaje es transportado a Londres en 2050 por el profesor Gryffen. Aunque en la regeneración, el personaje perdió los recuerdos de sus aventuras con el Doctor, ayuda a Gryffen y varios compañeros adolescentes contra un régimen distópico de "el Departamento". El K-9 actualizado tiene nuevas especificaciones, con un nuevo dispositivo de cabeza, la habilidad de volar, y nuevas armas laser más potentes.
K-9 Modelo II aparece por primera vez en The Ribos Operation (1978). Más móvil que su predecesor, el modelo II mostró la habilidad de sentir y avisar a otros del peligro. Viaja como compañero del Doctor y Romana (Mary Tamm y Lalla Ward). Por la época de la regeneración de Romana (la transición entre actrices), se explicó que K-9 sufría "laringitis" para explicar la marcha de John Leeson de la serie al principio de la temporada 1979-1980 y su sustitución por David Brierley, hasta el regreso de Leeson en la temporada 1980-1981. Cuando viaja con el Doctor y Romana al universo paralelo del E-Espacio, K-9 se ve severamente dañado en Warriors' Gate (1981). El daño es tan grave que K-9 sólo podría funcionar en el E-Espacio, y cuando Romana decide quedarse allí y seguir su propio camino, el Doctor le regala a K-9.
K-9 Modelo III apareció por primera vez en la serie spin-off K-9 and Company y su episodio piloto A Girl's Best Friend. Aquí, el personaje se presenta a la antigua acompañante del Doctor Sarah Jane Smith (Elisabeth Sladen); juntos, los dos se embarcan en un número de aventuras, de las cuales sólo la primera se estrenó en pantalla, las otras sólo se estrenaron en cómics y audiodramas, y algunas fueron mencionadas en la serie de televisión. Modelo III hizo un breve cameo junto a Sarah Jane en el especial del 20 aniversario The Five Doctors (1983), antes de aparecer más extensamente y por última vez en el episodio Reunión escolar en 2006. En esa historia, Modelo III se ha estropeado, y al final se sacrifica para detener una trama de los alienígenas Krillitanes y derrotar a su líder Lucas Finch (Anthony Head). En la conclusión del episodio, el Décimo Doctor le regala a Sarah Jane un nuevo K-9 para animarla a seguir investigando la actividad alienígena. El Doctor le reconstruyó a partir del modelo III, implicando que tiene la misma mente y recuerdos que su predecesor, pero siendo aun así un "flamante modelo nuevo".
Tras aparecer en el final de Reunión escolar, K-9 Modelo IV hace un cameo en el comienzo de The Sarah Jane Adventures, Invasion of the Bane, donde por problemas de licencia con el creador Bob Baker, se explica que K-9 está sellando un agujero negro y sólo puede comunicarse breve e infrecuentemente con Sarah Jane. El personaje hace una heroica aparición en el final de la primera temporada, The Lost Boy, para luchar con una supercomputadora alienígena descontrolada, el Sr Smith, mostrando nuevos poderes de teletransporte y levitación. A pesar de que los primeros modelos tenían que ser levantados y transportados a mano, el Undécimo Doctor revela que algunos o todos de ellos podían levitar. Entre los dispositivos de conexión de K-9 se incluye al menos un puerto USB. Después, el personaje aparece brevemente en el final de la cuarta temporada de Doctor Who, El fin del viaje (2008), donde K-9 y el Sr Smith ayudan al Doctor a devolver a la Tierra a su localización adecuada. Después de una aparición en un miniespecial benéfico de Sarah Jane en 2009, tras llegar a un trato con sus creadores tras la cancelación de K-9, el personaje se convertiría en personaje regular de la tercera temporada de The Sarah Jane Adventures, hasta el principio de la cuarta temporada en la que se marcha al comienzo de la cuarta temporada acompañando al personaje regular Luke (Tommy Knight) a la universidad. Volverá a aparecer en el final de la serie, Goodbye, Sarah Jane Smith. Aunque no aparece en el serial, en The Man Who Never Was se menciona que Luke inventó un silbato canino especial para invocarle.

## Historia conceptual

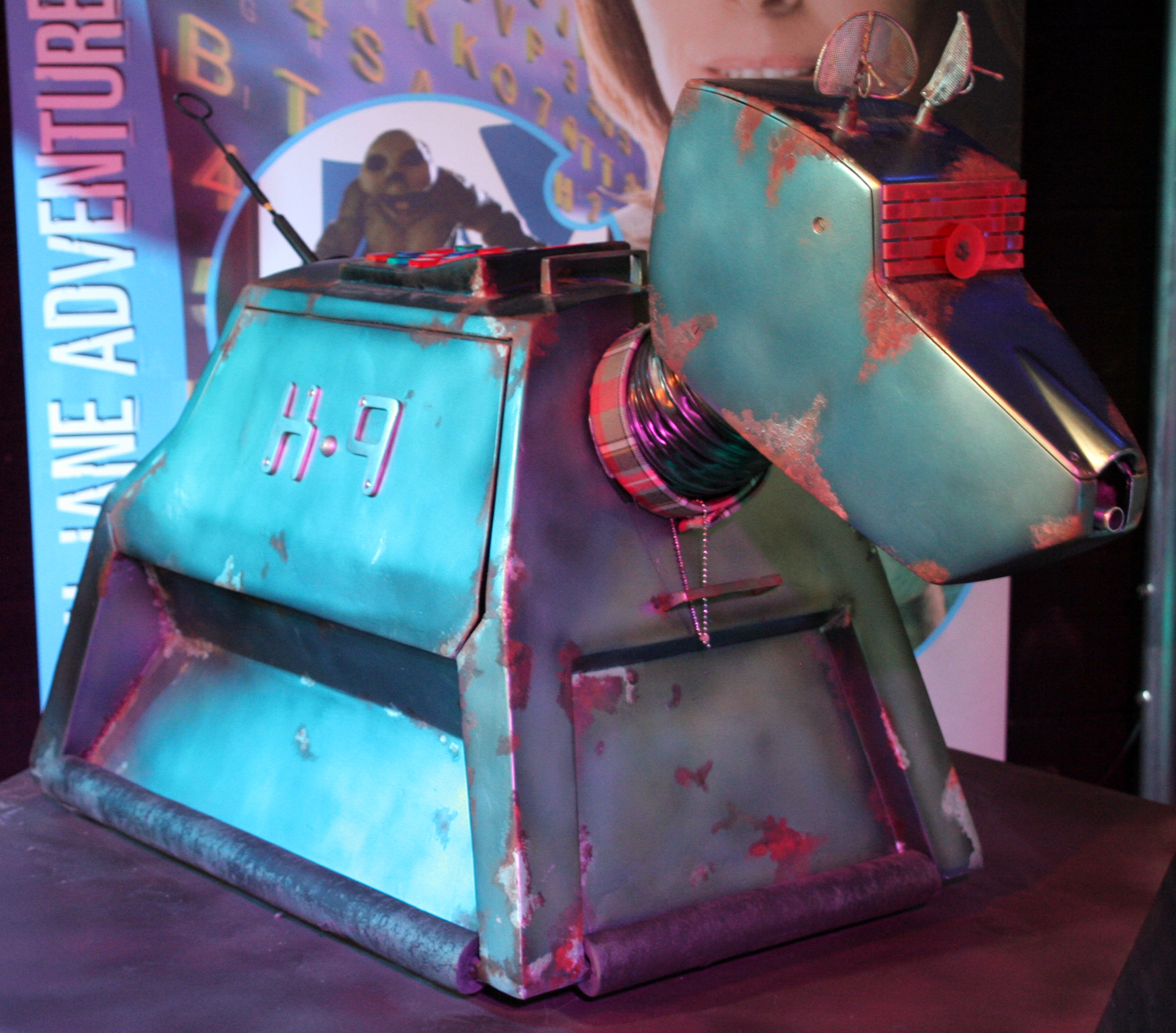
K-9 en exposición.

K-9 era obra de los escritores Bob Baker y Dave Martin. Su propósito era tener un personaje que pudiera comunicarse con los clones miniaturizados del Doctor y Leela cuando estaban dentro del cuerpo del Doctor durante los eventos de The Invisible Enemy. El perro del propio Martin acababa de ser atropellado por un coche, y K-9 era un homenaje a este "a prueba de coches".
K-9 no había sido diseñado para ser acompañante, pero al productor Graham Williams le gustó el concepto tanto que tomó la decisión de mantenerle como personaje regular, para que sirviera de reclamo para los miembros más jóvenes de la audiencia. El nombre original del personaje era "FIDO", de "Phenomenal (sic) Indication Data Observation" ("Indicador de Observación de Datos Fenomenal"), pero finalmente le cambiaron el nombre a K-9.
La idea original para diseñar a K-9 era usar a un actor pequeño dentro de un vestuario de Dobermann robótico, pero se rechazó a favor de un modelo a control remoto, diseñado por Tony Harding y fabricado por el departamento de efectos especiales de la BBC. El robot sufrió varios problemas técnicos durante su temporada en la serie, soliendo funcionar porque los controles de radio interferían con las cámaras y viceversa. En exteriores, K-9 no podía viajar por terreno irregular, y así las tomas tenían que concebirse con esto en mente. Entre los apaños se incluyeron usar un trozo de bramante oculto para tirar del personaje (esta cuerda se ve claramente en una toma de K-9 en la playa de Brighton) o colocar planchas de madera por las que pudiera deslizarse.
Las tripas de K-9 se rediseñaron dos veces más a lo largo de la serie, primero en colaboración de una compañía llamada Slough Radio Control. Esto permitió que uno de sus empleados, Nigel Brackley, se quedará casi permanentemente en la serie para supervisar el modelo. Brackley, que después siguió una carrera en la industria del cine, controlaba a K-9 en muchas de sus apariciones en estudio. Finalmente, llegó un momento en el que los inconvenientes inherentes del perro estaban superando a sus ventajas, y Charlie Lumm rediseñó de cero el mecanismo interno del perro. Las ruedas se agrandaron y se le dieron unidades independientes para mejorar la energía y la maniobrabilidad, y los controles de radio se cambiaron de la banda AM a la FM para resistir las interferencias. Sin embargo, para cuando el modelo mejorado hizo su debut en State of Decay, la primera historia que se grabó para la temporada 18, ya se había tomado la decisión de eliminar al personaje de la serie en la aventura Warriors' Gate.
K-9 era lo suficientemente popular para garantizarle un intento de spin-off en su propia serie. También salieron muchos juguetes con su forma. Cuando el personaje regresó a Doctor Who, los problemas técnicos volvieron con él. El productor Russell T Davies le contó a la revista SFX: "Sí, justo como esperabamos, se necesitaron muchas tomas cuando golpeaba una puerta o se desviaba a la izquierda. Lis Sladen nos avisó, ¡y tenía razón!" En 2009, hubo dos encarnaciones diferentes de K-9 apareciendo regularmente en dos spin-offs de Doctor Who, el Modelo IV en The Sarah Jane Adventures, y el rediseñado Modelo I en K-9.

## Influencia cultural
En 1990, apareció una unidad K-9 indeterminada con Sylvester McCoy como el Séptimo Doctor y Sophie Aldred como Ace en una entrega del programa educativo infantil Search Out Science, titulada Search Out Space, que se incluyó como extra en la publicación del DVD de Survival. Otra unidad indeterminada apareció en el especial benéfico de 1993 Dimensions in Time. En el videojuego de 1998 Fallout 2, la base Navarro tiene un perro robótico dañado llamado K-9 que usa una forma de hablar similar a la del personaje de Doctor Who, y que si se le repara se une al personaje como acompañante. En la serie de 1999 Queer as Folk (escrita por el futuro productor de Doctor Who Russell T Davies), el personaje de Vince recibe como regalo de cumpleaños un modelo de K-9. Se trataba de un K-9 original de la serie, operado por el asistente de efectos especiales de Doctor Who Mat Irvine. En la segunda temporada de la serie I'm Alan Partridge (2002), el personaje epónimo cuenta cómo su compra de los derechos de K-9 le provocó un ataque de nervios y le hizo conducir a Dundee descalzo mientras se atiborraba de Toblerones. En el episodio de South Park Go God Go XII (2006), Eric Cartman se ve atrapado en el año 2546 y compra un perro robótico llamado "K-10", una parodia de K-9, y por las alteraciones temporales le reemplaza por un gato robótico "Kit-9" y después un pájaro robótico "Cocka-3". K-9 apareció en una edición especial benéfica de El rival más débil basada en Doctor Who, pero fue votado unánimemente para la eliminación al final de la primera ronda, a pesar de contestar sus preguntas correctamente. Anne Robinson (a quién K-9 se dirigía como "ama") dijo "Lo siento tanto" antes de declararle el rival más débil. La apariencia de K-9 se toma prestada en el juego de Square Enix Secret of Evermore. El personaje principal es acompañado por un perro cuya forma cambia dependiendo de la línea temporal en que se encuentra. En una de las zonas finales del juego, el jugador entra en un mundo futurista, y el perro toma la forma de K-9, incluyendo su habilidad de disparar láser por la boca.
Los ingenieros de la NASA han puesto a dos robots móviles inteligentes diseñados para explorar la superficie de Marte los nombres de "K-9" y "Gromit". El K-9 de la NASA recibió el nombre tanto del personaje de Doctor Who, como de K-9, mascota de Marvin el Marciano en Looney Tunes.
Varias personas se han construido sus propios robots K-9 personales, desde unidades controladas por radio como la del programa hasta otras con varios niveles de autonomía computerizada. En el sitio web de BBC Glow, introducir el código Konami hace aparecer una foto de K-9. Esta foto se tomó durante su cameo en el programa infantil de la BBC Blue Peter. K-9 apareció en la tercera temporada del programa de BBC Two Stargazing Live, en la entrega Back to Earth donde le hizo a los presentadores y sus invitados preguntas sobre astronomía.